# ان‌جی‌سی ۱۰۹

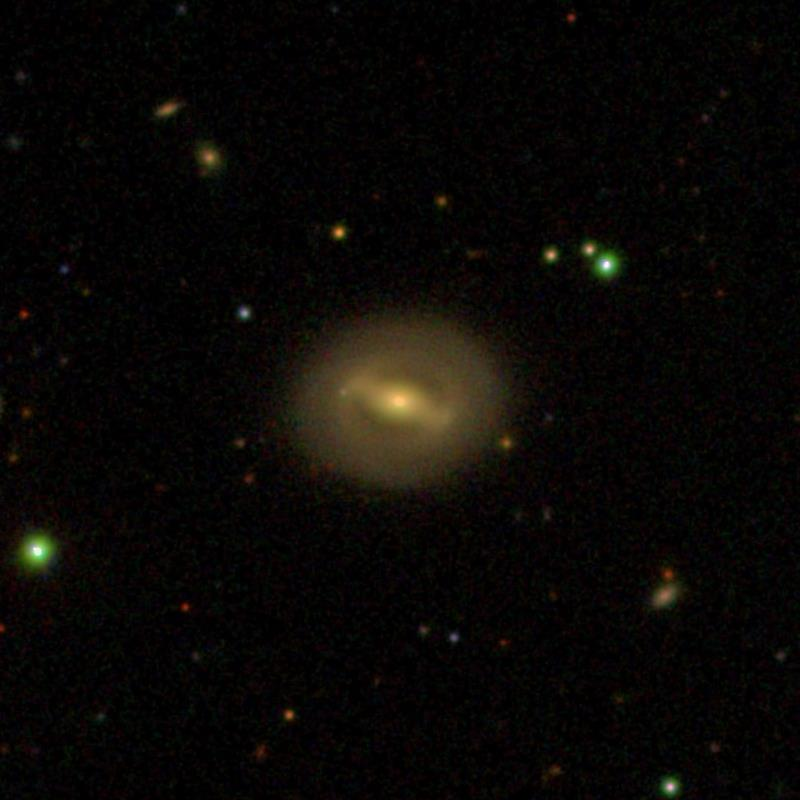
ان‌جی‌سی ۱۰۹

ان‌جی‌سی ۱۰۹ (به انگلیسی: NGC 109) یک کهکشان مارپیچی با قدر ظاهری ۱۵ است که در صورت فلکی زن برزنجیر قرار دارد.